# Siwierskaja
Siwierskaja (ros. Сиверская) – stacja kolejowa w miejscowości Siwierskij, w rejonie gatczyńskim, w obwodzie leningradzkim, w Rosji. Położona jest na linii dawnej Kolei Warszawsko-Petersburskiej.

## Historia
Stacja powstała w 1857 pomiędzy stacjami Diwienskaja i Sujda.

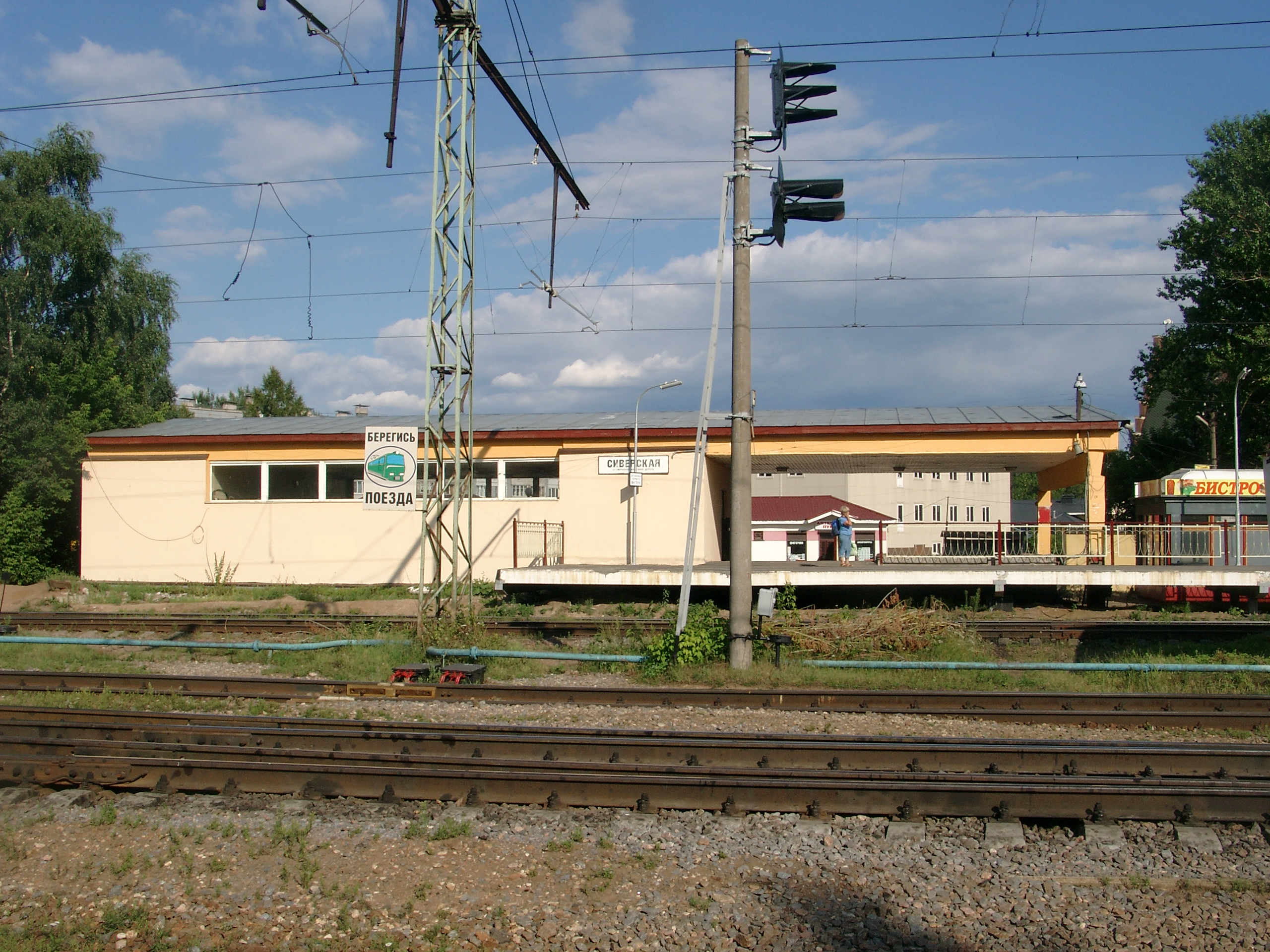
Budynek stacyjny
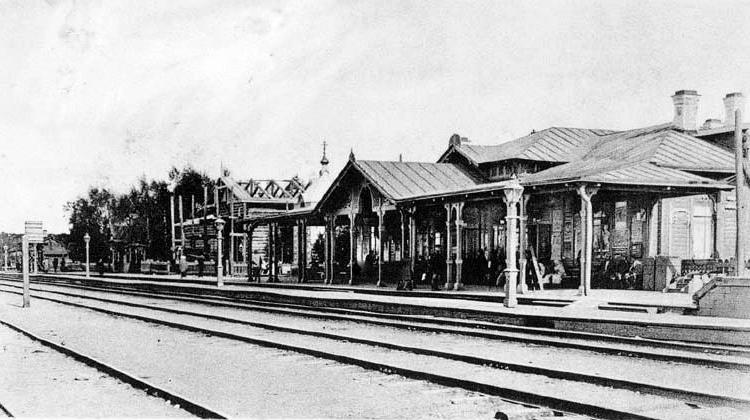
Stacja na pocz. XX w.